# Supercopa Gibralteña 2011
La Supercopa Gibralteña del 2011 fue una competición que se disputó a partido único en el Estadio Victoria el 3 de octubre del 2011. Se enfrentaron el campeón de la Gibraltar Football League 2010/11 y de la Rock Cup 2010/11, el Lincoln fue campeón al ganarle en penales 5:4 al Glacis United.
|               | - |                     |
| Lincoln 1 (5) | - | Glacis United 1 (4) |
| ------------- | - | ------------------- |

|                   |
| Campeón           |
| Lincoln 8º título |